# Hein de Haas
Hein de Haas (Bolsward, 3 september 1969) is een Nederlandse socioloog en migratie-onderzoeker. Hij is als hoogleraar sociologie verbonden aan de Universiteit van Amsterdam en als bijzonder hoogleraar migratie en ontwikkeling aan de Universiteit Maastricht. Met een h-index van meer dan 60 behoort De Haas in zijn vakgebied van migratie internationaal tot de top 5 van meest geciteerde wetenschappers.
Hij betoogt dat er wereldwijd geen explosieve toename van migratie van het aantal asielzoekers is. De voortdurende vraag naar goedkope arbeidskrachten in Europa en de VS is volgens hem de werkelijke motor achter dit fenomeen.

## Carrière
Hein de Haas studeerde culturele antropologie en mens & omgevingsgeografie aan de Universiteit van Amsterdam. Hij promoveerde vervolgens in de sociale wetenschappen aan de Radboud Universiteit. De Haas werkte vervolgens als docent en postdoctor onderzoeker aan deze beide universiteiten. In 2006 ging hij als senior onderzoeker aan de slag bij de Universiteit van Oxford. Vijf jaar later werd hij mededirecteur van het International Migration Institute. Op 1 juni 2015 benoemde de UvA hem tot hoogleraar sociologie.
Voor zijn onderzoeken verkreeg De Haas diverse beurzen en in zijn onderzoek focust hij zich met name op de wederkerige verbanden tussen migratie en bredere sociale transformatie en ontwikkelingsprocessen in herkomst- en bestemmingslanden. De Haas deed ook het nodige veldonderzoek in het Midden-Oosten en Afrika, met name in Marokko.
In 2023 kwam zijn boek Hoe migratie echt werkt: Het ware verhaal over migratie aan de hand van 22 mythen uit dat De Haas schreef om een bijdrage te leveren aan het migratiedebat. Met dit boek hoopte de schrijver om de lezers van kennis en informatie te voorzien zodat ze zelf "de misinformatie van politici en de propaganda rond dit onderwerp door kunnen prikken". Naast een Nederlandse versie verschenen er ook vertalingen van dit boek in het Engels, Duits, Frans, Spaans en Italiaans. Voor dit boek won De Haas in 2024 de Prinsjesboekenprijs.

## Migratiegeschiedenis
Europa is veranderd van een continent van emigranten naar een werelddeel van immigranten. Vanaf het midden van de 19e eeuw was er sprake van massa-emigratie vanuit (West) Europa. Zo vertrokken miljoenen Engelsen en Ieren als kolonist naar de andere kant van de wereld. Daarnaast vervoerden de koloniale machten massaal contractarbeiders over de aarde. In de 20e eeuw kwamen gastarbeiders naar Nederland, geworven door  de industrie. Daarbij  bestond de gedachte  dat zij wel weer zouden terugkeren naar hun land van herkomst, maar ze zijn gebleven. Tegenwoordig zijn het Oost-Europese arbeidsmigranten die hier in principe ook voor beperkte tijd werken en wonen.
Er zijn rechtse en linkse mythes met betrekking tot het thema migratie, zegt De Haas. Beide kanten hanteren de term massamigratie. Daarnaast heeft rechts het over migranten als terroristen, moslims en verkrachters. En Geert Wilders spreekt zelfs over een asieltsunami.  Links hanteert het narratief over steeds meer arme mensen, ongelijkheid, klimaatverandering, oorlog en de Derde Wereld op drift. De progressieve kant wil de problemen oplossen door ontwikkelingshulp te sturen om het tij te keren.
Nog nooit is de massamigratie zo groot geweest is één van de mythes die De Haas beschrijft. De werkelijkheid is dat negen van de tien Afrikanen gewoon legaal in Europa aankomen. Tegelijkertijd, benadrukt de wetenschapper, is slechts vijftien procent van de Nederlanders immigrant en daarmee is het land een aardige middenmoter en vergelijkbaar met de Verenigde Staten.
De Haas zegt: "Kijk even om je heen. Wie wast er af? Wie maakt er schoon? Of werkt er in de tuinbouw? Dat zijn vaak migranten. Vaak met, maar ook vaak zonder papieren. Ze hebben banen die veel Nederlanders niet willen."
Wel is er de laatste jaren een toename van het aantal vluchtelingen uit Syrië en Oekraïne. Tegelijkertijd is de wereldbevolking ook gegroeid, zodat het totaal aantal vluchtelingen nog steeds ongeveer 1 procent bedraagt. Hetzelfde niveau als in de jaren negentig. De politiek laat na, zegt De Haas, om een duidelijke wetgeving over arbeidsimmigratie op te stellen. Het werk in slachterijen, schoonmaakbedrijven en de horeca door buitenlanders wordt gedoogd.
Hetzelfde fenomeen ziet de socioloog in Italië, waar premier Giorgia Meloni aan de macht kwam dankzij haar felle anti-migratierethoriek. Tegelijkertijd komen er, onder druk van de werkgevers, grote aantallen migranten naar het land om de tekorten op de arbeidsmarkt op te lossen.
Mythe: Klimaatverandering leidt tot massa-emigratie. Toen prof. De Haas nog verbonden was aan de Universiteit van Oxford verrichtte hij samen met andere migratie- en klimaatwetenschappers onderzoek naar deze hypothese. Zij kwamen tot de conclusie dat, ook al verandert het klimaat, de meeste getroffenen toch in de buurt van hun eigen land bleven. De grootste slachtoffers zijn veelal boeren die helemaal niet (ver) weg kunnen, omdat ze eenvoudigweg  geen geld hebben. Zij zoeken hun toevlucht in naburige landen. Het angstbeeld van honderden miljoenen Afrikanen of Aziaten op drift klopt niet, betoogt De Haas.

## De dynamiek van migratie
De Haas schetst een beeld van hoe migratiepolitiek eruit zou kunnen zien. Het moet een stelsel van doelstellingen en overeenkomstige wetten zijn, waarbij de uitvoering, het aantal migranten en zelfs de timing van migratie redelijk te voorspellen zijn. Al heeft  de migratiestroom een eigen dynamiek, want migranten zijn nu eenmaal geneigd om te  kiezen voor landen met soepeler wetgeving en de mogelijkheid voor gezinshereniging.
Als arme landen hun levensstandaard verhogen en betere wegen en onderwijs ter beschikking hebben, trekken meer mensen weg. Jongeren, wier ouders nog arme boer waren, emigreren en gaan op zoek naar beter gekwalificeerde arbeid. Relatief welvarende landen als Turkije en Marokko worden op deze manier immigratielanden en trekken weer mensen uit sub-Saharalanden aan. De grootste groep internationale migranten komt zelfs uit middeninkomenlanden, zoals Marokko, Turkije of Mexico.
Eerder dan een vluchtelingencrisis spreekt De Haas over een asielopvangcrisis. De asielstroom verloopt in pieken en dalen. Om grip te krijgen en misstanden te voorkomen, zou er standaard een buffercapaciteit  moeten zijn  voor de opvang van asielzoekers. Los van de mensen die hun land vanwege een oorlog ontvluchten, bestrijdt De Haas de  gedachte dat migratie een blinde wanhoopsdaad is. Al lijkt dit wel wanneer je de overvolle bootjes op de Middellandse Zee ziet of de migrantenkaravanen die door Mexico trekken. Uit zijn vele gesprekken met mensen aan een grens blijkt, dat zij goed weten, waar ze mee bezig zijn. Hij zegt, dat smokkelaars geen mensen dwingen om op hun schepen plaats te nemen. Migranten zijn gaarne bereid om geld te betalen om ongemerkt aan de andere kant  te komen.

## Kritieken
The Guardian beschrijft het boek 'Hoe migratie echt werkt' als "a powerful debunking of myths about global migration". Hoogleraar sociologie Jan Willem Duyvendak noemt 'Hoe migratie echt werkt' een "heel eerlijk en genuanceerd boek" en volgens hoogleraar sociologie Sarah Bracke maakt De Haas in zijn boek ‘brandhout’ van populistische waanbeelden.
Steije Hofhuis, cultuurhistoricus en onderzoeker, bekritiseert De Haas’ idee dat migratierestricties vaak onbedoeld leiden tot meer immigratie. Volgens Hofhuis toont de geschiedenis juist verschillende voorbeelden van succesvolle restricties, bijvoorbeeld landen als Japan, Saudi-Arabië, Singapore en Zuid-Korea.

## Geselecteerde bibliografie
- 2023: Hoe migratie echt werkt: Het ware verhaal over migratie en de effecten daarvan. Spectrum. Engels: How Migration Really Works: A Factful Guide to the Most Divisive Issue in Politics. Viking Penguin.
- 2021: "A theory of migration: the aspirations-capabilities framework". Comparative Migration Studies, 9.
- 2020: i.s.m. K. Natter & M. Czaika, "Political party ideology and immigration policy reform: an empirical enquiry". Political Research Exchange, 2 (1).
- 2020: i.s.m. S. Castles * M.J. Miller, The Age of Migration: International Population Movements in the Modern World. (6th ed.) Red Globe Press.
- 2017: i.s.m. M. Czaika, "The Effect of Visas on Migration Processes". The International Migration Review, 51 (4), 893-926.

### Bestseller 60
| Boeken met noteringen in de Nederlandse Bestseller 60 | Jaar van verschijnen | Datum van binnenkomst | Hoogste positie | Aantal weken | Opmerkingen |
| ----------------------------------------------------- | -------------------- | --------------------- | --------------- | ------------ | ----------- |
| Hoe migratie echt werkt                               | 2023                 | 27-09-2023            | 14              | 8            |             |